# 莫里维尔
莫里维尔（法語：Moriville，法語發音：[mɔʁivil] ⓘ）是法国大東部大區孚日省的一个市镇，位于该省北部，属于埃皮纳勒区和埃皮纳勒城市圈公共社区。

## 地理
莫里维尔（48°20'54"N, 6°25'53"E）面积25.05 平方千米，位于法国大東部大區孚日省，该省份为法国东北部内陆省份，北起默兹省和默尔特-摩泽尔省，西接上马恩省，南至上索恩省和贝尔福地区省，东临上莱茵省和下莱茵省。
与莫里维尔接壤的市镇（或旧市镇、城区）包括：摩泽尔河畔沙泰勒、达马奥布瓦、阿迪尼莱韦里耶尔、波尔蒂约、勒安库尔。

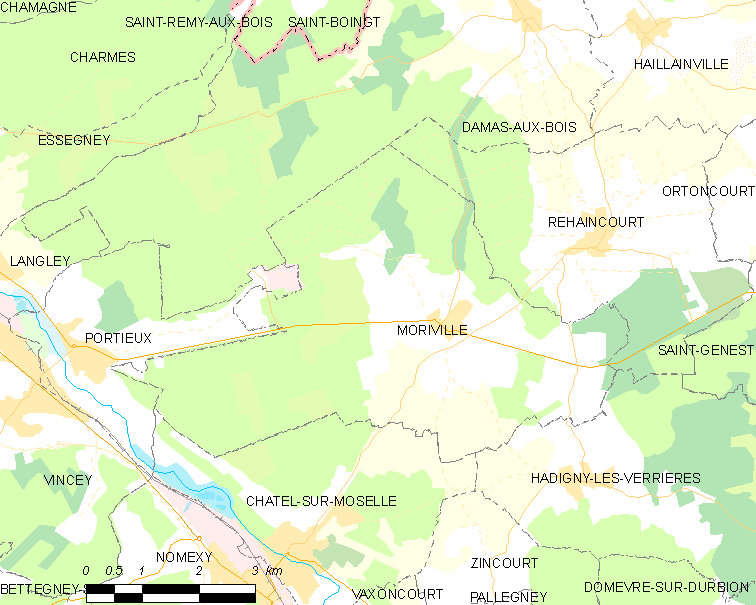
莫里维尔的OSM定位图

莫里维尔的时区为UTC+01:00、UTC+02:00（夏令时）。

## 行政
莫里维尔的邮政编码为88330，INSEE市镇编码为88313。

## 政治
莫里维尔所属的省级选区为沙尔姆县。

## 人口

1962-2008年间莫里维尔人口变化图示

莫里维尔于2022年1月1日时的人口数量为436人。